# STS-75
STS-75 — космический полёт MTKK «Колумбия» по программе «Спейс Шаттл» (75-й полёт программы, 19-й полёт для «Колумбии»).

## Экипаж
- (НАСА): Эндрю Аллен (3)[2] — командир;
- (НАСА): Скотт Хоровиц (1) — пилот;
- (НАСА): Джеффри Хоффман (5) — специалист полёта-1;
- (ЕКА): Маурицио Кели (1) — специалист полёта-2;
- (ЕКА): Клод Николье (3) — специалист полёта-3;
- (НАСА): Франклин Чанг-Диаз (5) — специалист полёта-4, руководитель работ с полезной нагрузкой;
- (ASI): Умберто Гуидони (1) — специалист полёта-5, специалист по полезной нагрузке.

Основной экипаж был назначен сообщением НАСА 27 января 1995 года. Астронавты Фрэнклин Чанг-Диаз и Умберто Гуидони были назначены в экипаж в августе и октябре 1994 года соответственно.

## Параметры полёта
- Грузоподъёмность — 10 592 кг;
- Наклонение орбиты — 28,45°;
- Период обращения — 90,5 мин;
- Перигей — 277 км;
- Апогей — 320 км.

## Особенности миссии
Основными задачами миссии STS-75 были выполнение экспериментов по программе TSS-1R (от англ. Tether Satellite System). Первая неудачная попытка вывести на орбиту привязной спутник TSS была предпринята в ходе миссии STS-46 в 1992 году. В этот раз спутник на тросе удалось отпустить более чем на 19 километров (однако затем он сломался и был оставлен на орбите).
Так же проводились эксперименты по материаловедению и физике конденсированного состояния по программе USMP-3 (англ. United States Microgravity Payload).

## Эмблема
На эмблеме миссии, разработанной художником Майклом Санни (англ. Michael Sanny), изображён космический «челнок» «Колумбия», который токопроводящим тросом соединён с привязным спутником. Трос, сливаясь с линией терминатора, символизирует новую эру применения космических привязных систем и познания человеком ионосферы, изучения структуры и свойств материалов и процессов термодинамики.